# 聖露西亞簽證政策
外國公民入境 圣卢西亚前必須取得签证，除享有豁免簽證資格的國家的公民外。入境旅客的护照必須有6個月以上有效期。

## 分布地圖

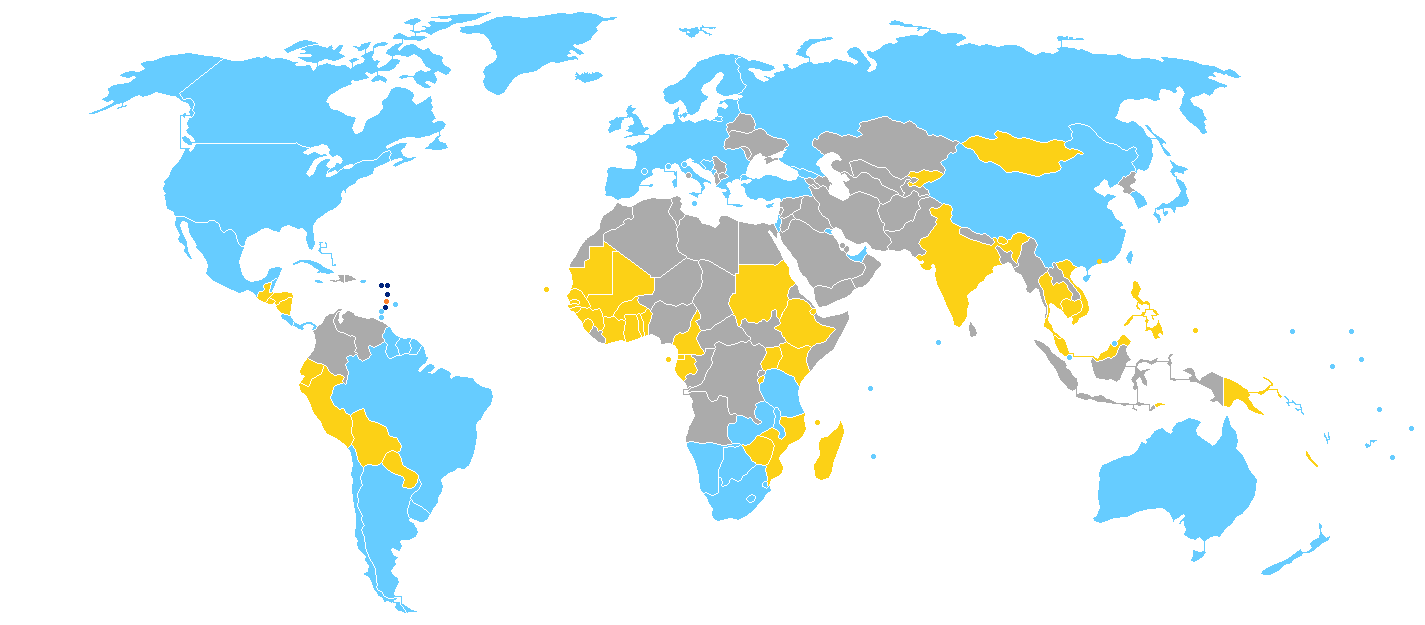
聖露西亞簽證政策
聖露西亞
无限制通行
免簽證
落地簽證
需要簽證

## 免簽證
以下國家和地區的公民無需簽證即可入境：
| - 安地卡及巴布達 - 多米尼克 - 格瑞那達 - 圣基茨和尼维斯 |

| - 巴哈马 - 牙买加 - 苏里南 - 千里達及托巴哥 |

| - 欧盟公民（愛爾蘭和英國除外） - 冰島 - 列支敦斯登 - 挪威 - 瑞士 |

| - 阿联酋 |

| - 安道尔 - 阿根廷 - 阿鲁巴 - 百慕大 - 巴西 - 加拿大 - 开曼群岛 - 智利 - 中國 - 古巴 - 斐济 | - 直布罗陀 - 根西 - 香港 - 愛爾蘭 - 马恩岛 - 以色列 - 日本 - 澤西 - 基里巴斯 - 科威特 - 賴索托 - 马拉维 - 馬爾地夫 - 马绍尔群岛 - 模里西斯 - 墨西哥 - 密克羅尼西亞聯邦 - 摩納哥 - 蒙特內哥羅 - 纳米比亚 | - 瑙鲁 - 新西兰 - 巴拿马 - 俄羅斯 - 萨摩亚 - 圣马力诺 - 塞舌尔 - 所罗门群岛 - 南非 - 臺灣 - 坦桑尼亚 - 土耳其 - 英国 - 美国 - 乌拉圭 - 尚比亞 |  |

| - 新加坡 |

可以使用OECS國家以及法國的身份證代替護照。

## 落地簽證
以下50個國家和地區的公民可以在抵達時申請落地簽證停留6週：
| - 美属萨摩亚 - 不丹 - 玻利维亚 - 布吉納法索 - 柬埔寨 - 喀麦隆 - 薩爾瓦多 - 赤道几内亚 - 衣索比亞 - 加彭 | - 几内亚 - 印度 - 澳門 - 马达加斯加 - 马来西亚 - 毛里塔尼亚 - 蒙古国 - 莫桑比克 - 尼加拉瓜 | - 帛琉 - 巴勒斯坦 - 巴拉圭 - 秘魯 - 菲律賓 - 聖多美和普林西比 - 塞内加尔 - 苏丹 - 泰國 - 东帝汶 - 多哥 - 乌干达 - 越南 - 辛巴威 |  |